# Chemins de fer du Jura
De Chemins de fer du Jura (CJ) is een Zwitserse spoorwegmaatschappij voor personenvervoer en goederenvervoer in en rond het kanton Jura.

## Geschiedenis
De Chemins de fer du Jura (CJ) ontstond in 1944 door een fusie van Saignelégier-La Chaux-de-Fonds-Bahn (SC), de Regional Porrentruy-Bonfol (RPB), de Régional Saignelégier-Glovelier (RSG) en de Tavannes-Le Noirmont-Bahn (CTN).
De Tavannes-Le Noirmont-Bahn (CTN) was al eerder ontstaan door een fusie tussen Tavannes-Tramelan-Bahn (TT) en de Tramelan-Les Breuleux-Le Noirmont-Bahn (TBN).

## Trajecten
De volgende trajecten worden door de Chemins de fer du Jura (CJ) bediend.
- Spoorwijdte: normaalspoor 1435 mm
- Porrentruy - Bonfol

- Spoorwijdte: meterspoor 1000 mm
- La Chaux-de-Fonds - Glovelier
- Tramelan - Le Noirmont